# Aplomadofalk
Aplomadofalk (Falco femoralis) är en amerikansk fågel i familjen falkar inom ordningen falkfåglar. Den är vida spridd från Mexiko till Eldslandet. Arten utrotades från USA på 1930-talet, men frisläppta fåglar uppfödda i fångenskap häckar nu återigen i det vilda i Mexiko.

## Kännetecken

### Utseende
Aplomadofalken är en medelstor (38–43 cm) slank falk med fyrkantigt huvud, lång och rundad stjärt samt långa spetsiga vingar. Fjäderdräkten är färgglad med mörkbrun till skifferblå ovansida och trefärgad undersida i vitt, svart och rostbrunt. Ett mörkt band skiljer det vita till beigefärgade bröstet från den rostfärgade buken. Stjärten är bandad i svart och vitt, liksom undersidan av vingarna.
Fåglar skiljer sig något åt geografiskt, där de i norr har fullständigt bröstband och blågrå ovansida, medan sydlgiare fåglar har brutet bröstband och är ljusare på ryggen (det senare dock ej i Anderna).

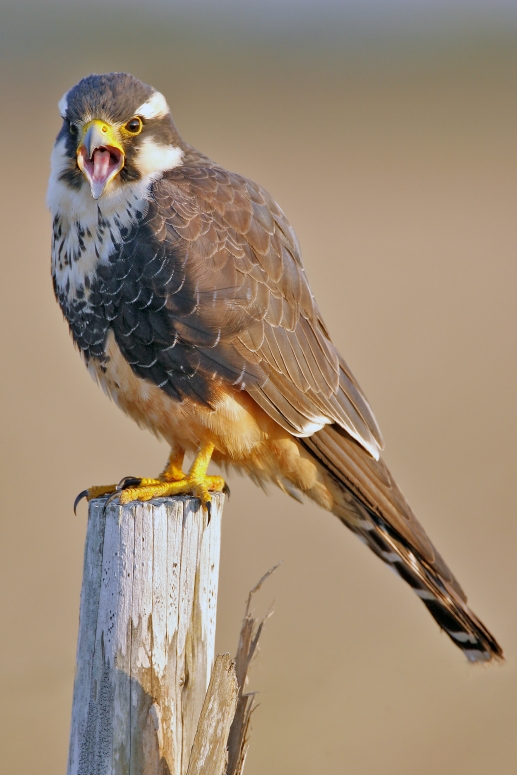

### Läten
Lätet är en serie med hårda "kek kek kek...".

## Utbredning och systematik
Aplomadofalk delas in i tre underarter med följande utbredning:
- Falco femoralis septentrionalis – förekommer i savann- och skogsmarker i norra Mexiko och Guatemala
- Falco femoralis femoralis – förekommer i Nicaragua och Belize genom Sydamerika till Tierra del Fuego
- Falco femoralis pichinchae – förekommer i tempererade områden från Colombia till norra Chile och nordvästra Argentina

## Levnadssätt
Aplomadofalken hittas i gräsmarker och savann, skogsbryn, jordbruksmarker kaktusöken och buskstäpp. I USA förekommer den i ökenlandskap och i kustnära gräsmarker med spridda yuccapalmer och Prosopis. Den jagar fåglar i flykten i hög hastighet men kan också gå på marken, på jakt efter allt från insekter till ödlor och små däggdjur. Par kan ses jaga kooperativt.

### Häckning
Aplomadofalken häckar i träd och yuccapalmer, men även på kraftledningsstolpar eller direkt på marken. Den bygger inte sitt eget bo utan återanvänder gamla bon från rovfåglar och kråkfåglar. Ibland kan den till och med ta över aktiva bon och jaga bort de befintliga hyresgästerna. Arten lägger en kull med två till fyra ägg som ruvas i 31–32 dagar. Efter ytterligare 28–35 dagar är fåglarna flygga.

## Status och hot
Arten har ett stort utbredningsområde och en stor population, men tros minska i antal, dock inte tillräckligt kraftigt för att den ska betraktas som hotad. Internationella naturvårdsunionen IUCN kategoriserar därför arten som livskraftig (LC). Världspopulationen uppskattas till 200.000 häckande individer.

### Aplomadofalken i USA
Aplomadofalken var tidigare vanlig i sydligaste USA i Arizona, New Mexico och Texas, men utrotades på 1930-talet. Sista paret häckade i New Mexico 1952. 1500 fåglar som fötts i fångenskap har dock släppts fria och häckar nu i Texas.

## Namn
Aplomado är ett spanskt ord för "blyfärgad".